# Dals-Ed (Gemeinde)
Koordinaten: 58° 55′ N, 11° 56′ O

Dals-Ed ist eine Gemeinde (schwedisch kommun) in der schwedischen Provinz Västra Götalands län und der historischen Provinz Dalsland. Der Hauptort der Gemeinde ist Ed.

## Größere Orte
- Ed
- Håbol